# Temporada 1960 de la NFL
La Temporada 1960 de la NFL fue la 41.ª en la historia de la NFL. Antes de la temporada, el gerente
general de Los Angeles Rams, Pete Rozelle, de 33 años de edad, fue elegido comisionado de la NFL como una solución de
compromiso en la vigésimo tercera votación.
Mientras tanto, la liga se amplió a 13 equipos a finales de enero con la adición de los Dallas Cowboys, con un equipo XIV,
los Minnesota Vikings, para comenzar en 1961.
Además, los Cardinals se trasladaron desde Chicago a St. Luis y se convirtió en los
St. Louis,
el mismo apodo que el equipo de béisbol de la liga.
La temporada finalizó cuando los Philadelphia Eagles derrotaron a los Green Bay Packers por cuatro puntos en el
Franklin Field.
Dos años antes, en 1958, ambos equipos habían terminado en el último lugar en sus respectivas
conferencias , con una combinación de solo tres victorias. Esta pérdida fue la única derrota de postemporada de Vince Lombardi
como entrenador en la NFL. A raíz de esta pérdida en el año 1960, los Packers de Lombardi ganaron cinco juegos de campeonato de la
NFL en siete años, y ganaron fácilmente los dos primeros Super Bowls.
La NFL introdujo el Playoff Bowl, un juego por el tercer lugar entre los segundos clasificados de cada conferencia. Jugado en el
Orange Bowl en Miami, Florida, después del juego de campeonato de la NFL, que se beneficiaba al fondo de pensiones
de los jugadores. Los Detroit Lions jugaron contra los Cleveland Browns en el juego inaugural y los Lions ganaron por un
punto,
el primero de tres victorias consecutivas por Detroit en la serie.
El dos veces campeón consecutivo, Baltimore Colts lideró la Conferencia Oeste después de su libre en la Semana
10, pero perdió los últimos cuatro partidos para terminar en .500 y cuarto en el Oeste. Los New York Giants, ganadores de la
Conferencia Este de las dos temporadas anteriores, solo obtuvo una victoria en sus últimos cinco partidos y terminó tercero en el
Este.
Durante esta temporada, fue lanzada la American Football League como un competidor de la NFL. Las dos ligas coexistieron durante
toda la década de 1960, acordaron una fusión en 1966, y se convirtió en una
liga combinada en 1970.

## Carrera de Conferencia
Todos los equipos, excepto Dallas, jugaron un partido de ida y vuelta contra los otros cinco miembros de su propia conferencia, un juego
entre conferencias, y un partido contra el nuevo equipo (Dallas). Esta fue la última temporada con un horario de 12 juegos en la NFL.
Los Cowboys, aunque asignados a la Conferencia Oeste, eran un "equipo swing" y jugaron contra cada equipo una vez (las semanas de descanso
eran necesarias debido al número impar de equipos en la liga (13); un equipo era descansaba en cada una de las 13 semanas).
El primer juego de los Cowboys les vio tomar una ventaja de 14-0 sobre los Pittsburgh Steelers en un sábado noche en el Cotton Bowl, con
Jim Doran atrapando un pase de Eddie LeBaron para la primera anotación, pero perdieron 35-28.

### Este
Filadelfia perdió su primer partido en casa ante Cleveland, 41-24, mas luego fue en una racha ganadora de nueve partidos. Tomaron la punta
en la semana seis, el 30 de octubre, cuando el invicto de Nueva York (3-0-1), el dos veces campeones de la Conferencia, perdió en casa ante
San Luis, 20-13, mientras que los Browns y Eagles habían tenido su descanso, con un registro de 4-1. En la Semana Siete, Nueva York venció a
Cleveland, 17-13, y los Eagles venció a Pittsburgh, 34-7. Los Eagles se aseguraron la Conferencia Este después de diez partidos en (9-1) en
la semana 11. La siguiente semana cayeron en Pittsburgh y terminó la temporada regular en 10-2, 1 ½ juegos de ventaja sobre Cleveland.
Dos de las victorias en la racha estaban en juegos consecutivos (20 de noviembre y 27) contra Nueva York. En el último juego, los Eagles
perdían por 17-0 al finalizar el primer cuarto, 23-17 al finalizar el tercero, y luego, antes de que Norm Van Brocklin lanzara dos pases
de touchdown en el último cuarto para una victoria 31-23. El running back de los Giants, Frank Gifford fue gravemente herido en una
entrada por el linebacker Chuck Bednarik al final del juego que casi terminó su carrera. New York entró ese noviembre 20 con un registro de
5-1- 1, pero ganó solo una vez en los últimos cinco juegos, incluyendo un empate contra Dallas (la única no pérdida de los Cowboys del año)
y terminó en tercer lugar en el Este en 6-4-2. Los Giants ganaron los siguientes tres campeonatos de la conferencia, cinco en seis temporadas,
pero ningún título de liga.

### Oeste
Baltimore, Chicago, Detroit, Green Bay después de 3 semanas. Los osos se replegaron después de una derrota contra los 49ers en la Semana Seis,
25-7. En la Semana Siete, los Colts(4-2) y los Packers(4-1) se enfrentaron el 6 de noviembre en Baltimore. Y el dos veces campeón de la NFL
Baltimore, ganó 38-24, para tomar la delantera. En la décima semana, los Colts (6-2) luego de su semana de descanso, perdió en casa ante
San Francisco, 30-22, para comenzar una racha de cuatro derrotas. La derrora de Baltimore 20-15 frente a los Lions, y la victoria de
Green Bay 41-13 en Chicago, dejaron empatados a los Colts y los Packers en 6-4 en la Semana Once. Después de la victoria de los Packers 13-0
en San Francisco, su récord fue de 7-4, mientras que los Colts, los Lions y los 49ers estaban todos en el 6-5. San Francisco y Detroit
ganaron en la última semana, Baltimore perdió 34-10, y los Packers ganaron un día antes, a Los Ángeles 35-21 ganando así la conferencia, su
primera en 16 años.
Los nuevos Dallas Cowboys perdieron sus primeros diez juegos, pero lograron un empate 31-31 contra los Giants en el Yankee Stadium de New York
el 4 de diciembre. Terminaron en 0-11-1, un porcentaje de victorias de .000, en lugar de .042. Bajo las normas de la época, los empates fueron
ignorados en el cálculo de porcentaje de victorias, que fue cambiado antes de la temporada 1972.

Líderes de Conferencia
| Semana | Oeste                       | Registro | Este                            | Registro | Descanso      |
| ------ | --------------------------- | -------- | ------------------------------- | -------- | ------------- |
| 1      | Empate (Bal, Chi)           | 1–0–0    | 4 equipos (Cle, NYG, Pit, St.L) | 1–0–0    | Detroit       |
| 2      | Baltimore Colts             | 2–0–0    | Empate (Cle, NYG)               | 2–0–0    | Washington    |
| 3      | 4 Empate (Bal, Chi, GB, SF) | 2–1–0    | New York Giants                 | 3–0–0    | Cleveland     |
| 4      | Empate (Bal, Chi)           | 3–1–0    | Empate (Cle, NYG (3–0–1))       | 3–0–0    | Green Bay     |
| 5      | Empate (GB, Chi (3–1–1))    | 3–1–0    | New York Giants                 | 3–0–1    | New York      |
| 6      | Green Bay Packers           | 4–1–0    | Empate (Cle, Phi)               | 4–1–0    | Philadelphia  |
| 7      | Baltimore Colts             | 5–2–0    | Philadelphia Eagles             | 5–1–0    | Chicago       |
| 8      | Baltimore Colts             | 6–2–0    | Philadelphia Eagles             | 6–1–0    | San Francisco |
| 9      | Baltimore Colts             | 6–2–0    | Philadelphia Eagles             | 7–1–0    | Baltimore     |
| 10     | Baltimore Colts             | 6–3–0    | Philadelphia Eagles             | 8–1–0    | Los Angeles   |
| 11     | 3 Empate (Bal, GB, SF)      | 6–4–0    | Philadelphia Eagles (asegurado) | 9–1–0    | Pittsburgh    |
| 12     | Green Bay Packers           | 7–4–0    | Philadelphia Eagles             | 9–2–0    | St. Louis     |
| 13     | Green Bay (asegurado)       | 8–4–0    | Philadelphia                    | 10–2–0   | Dallas        |

- La semana de descanso fue necesaria en 1960, debido a un número impar de equipos (13), y uno de estos equipos lo tenía.

El equipo catorce, los Minnesota Vikings, se unió a la liga en 1961 y la NFL inició una temporada regular de 14 partidos.

## Temporada regular
V = Victorias, D = Derrotas, E = Empates, CTE = Cociente de victorias, PF= Puntos a favor, PC = Puntos en contra
Nota: Los juegos empatados no fueron contabilizados de manera oficial en las posiciones hasta 1972
| Philadelphia Eagles | 10 | 2 | 0 | .833 | 321 | 246 |
| Cleveland Browns    | 8  | 3 | 1 | .727 | 362 | 217 |
| New York Giants     | 6  | 4 | 2 | .600 | 271 | 261 |
| St. Louis Cardinals | 6  | 5 | 1 | .545 | 288 | 230 |
| Pittsburgh Steelers | 5  | 6 | 1 | .455 | 240 | 275 |
| Washington Redskins | 1  | 9 | 2 | .100 | 178 | 309 |

| Green Bay Packers   | 8 | 4  | 0 | .667 | 332 | 209 |
| Detroit Lions       | 7 | 5  | 0 | .583 | 239 | 212 |
| San Francisco 49ers | 7 | 5  | 0 | .583 | 208 | 205 |
| Baltimore Colts     | 6 | 6  | 0 | .500 | 288 | 234 |
| Chicago Bears       | 5 | 6  | 1 | .455 | 194 | 299 |
| Los Angeles Rams    | 4 | 7  | 1 | .364 | 265 | 297 |
| Dallas Cowboys      | 0 | 11 | 1 | .000 | 177 | 369 |

## Juego de Campeonato
- Philadelphia 17, Green Bay 13 en el Franklin Field, Universidad de Pensilvania, Philadelphia, Pensilvania el 26 de diciembre de 1960.

### Playoff Bowl
El Playoff Bowl fue entre los subcampeones de Conferencia , por el tercer puesto en la liga. Este fue su primer año (de diez) y se
jugó doce días después de que el partido por el título.
- Detroit 17, Cleveland 16 en el Orange Bowl, Miami, Florida el 7 de enero de 1961

### Pro Bowl
- Oeste 35, Este 31 en L.A. Memorial, Los Ángeles, California el domingo 15 de enero de 1961

## Premios anuales
Al final de temporada se entregan diferentes premios reconociendo el valor del jugador durante la temporada entera.
| Premio              | Ganador           | Posición    | Equipo              |
| ------------------- | ----------------- | ----------- | ------------------- |
| Jugador más valioso | Norm Van Brocklin | Quarterback | Philadelphia Eagles |
| Entrenador del año  | Buck Shaw         | Head Coach  | Philadelphia Eagles |